# Città ('ndrangheta)
(Il pentito Antonino Fiume, ex braccio destro di Giuseppe De Stefano durante il processo 'ndrangheta stragista nel 2019)
Il Mandamento Centro o Città è una sovrastruttura territoriale della 'ndrangheta che si pone come organo di raccordo tra il sovrastante Crimine e le sottostanti locali che insistono nella città di Reggio Calabria.

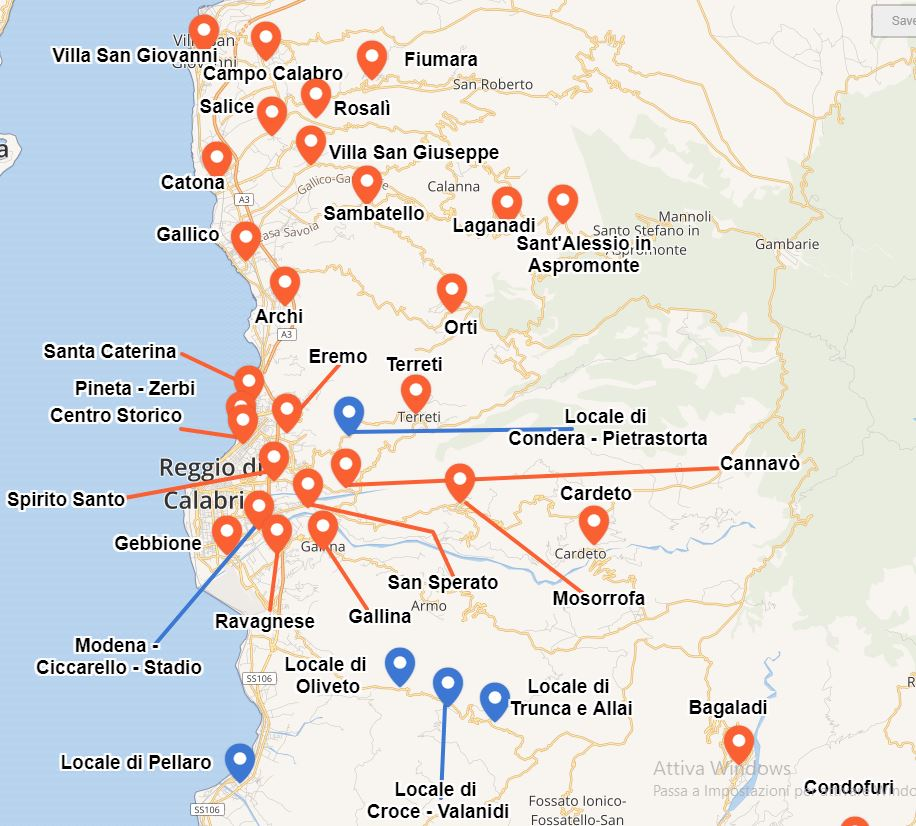
'ndrangheta a Reggio Calabria e dintorni (2017): in blu le locali accertate, in arancione la presenza di 'ndrine

Viene scoperta, insieme al Mandamento Jonico e al Mandamento Tirrenico per la prima volta con l'operazione Crimine del 2010.
Dalla seconda relazione semestrale della Direzione Investigativa Antimafia del 2010, l'analisi semestrale per l'organizzazione criminale calabrese già suddivisa per provincie viene, solamente per la Provincia di Reggio Calabria suddivisa anche nei 3 mandamenti scoperti dall'operazione Crimine.

## Struttura
Dall'operazione Meta, a Reggio Calabria si delinea un quadro criminale in cui si consolidano le alleanze tra i De Stefano, Libri e Tegano che delinea anche una struttura verticistica in cui un esponente dei De Stefano per la direzione delle attività criminali con la dote di Crimine, Pasquale Condello come gregario del primo e coordinatore dell'azione di comando, e un membro dei Libri come "custode e garante delle regole".

### Locali
Di seguito l'elenco dei locali che fanno riferimento alla "Città".
- Locale di Archi[6] (Tegano-Condello-De Stefano[6])

Fino al 2010 il ruolo di capo-locale era di Giovanni Tegano, successivamente passa a suo nipote.
- Locale di Bagnara (locale aperto e gestito dagli Alvaro)[7]
- Locale di Cannavò[6] (Libri[6])
- Locale di Condera Pietrastorta[8][9](Crucitti)
- Locale di Croce-Valanidi[10](Ficara-Latella)
- Locale di Gallico[11](Condello)
- Locale di Oliveto
- Locale di Pellaro (Ficara)
- Locale di San Cristoforo[6] (Libri[6])
- Locale di Santo Spirito[6] (Libri[6])
- Locale di Trunca e Allai[8] (Alampi e Meniti)[8]
- Locale di Gallicianò[12] (Caridi-Libri)[13]

### 'ndrine
'ndrine della città di Reggio di Calabria:
- Alampi (alleata dei Libri)[8], Trunca[8]
- Araniti (Sambatello)[8]
- Audino-Postorino (Eremo)
- Barreca (Bocale)
- Borghetto-Caridi-Zindato (rione Modena e Ciccarello)
- Condello (quartiere Archi)[8]
- Condello-Roda (Gallico)
- Crucitti (quartiere Condera, quartiere Pietrastorta), vicini ai De Stefano[14]
- De Stefano (Centro storico, quartiere Archi e Santa Caterina)[8]
- Ficara-Latella[8] (Pellaro, Ravagnese, Saracinello, Croce Valanidi)
- Fontana (quartiere Archi)
- Labate (Gebbione[15], Rione Ferrovieri, Sbarre e Stadio)[8]
- Libri (Centro storico, quartiere Cannavò, Mosorrofa, Spirito Santo, Trabocchetto)[8]
- Lo Giudice (Pineta Zerbi, Brunello e Quartiere Santa Caterina)[8]
- Meniti[8], Trunca[8]
- Neri-Quattrone (Gallina)[8]
- Polimeni-Morabito (Ortì e Podargoni)[8]
- Rosmini (rione Modena e Ciccarello)
- Rugolino (Catona, Rosalì, Salice)[8]
- Rugolino (Villa San Giuseppe)[8]
- Serraino (San Sperato, Terreti)[8] e le frazioni di Cataforio, Mosorrofa e Sala di Mosorrofa
- Stillitano (Vito, Santa Caterina e San Brunello
- Tegano

'ndrine di altri paesi:
- Spanti : Lazzaro, Motta San Giovanni
- Alvaro: Bagnara Calabra[8]
- Greco: Calanna e Laganadi[8]
- Imerti-Garonfalo-Buda: Campo Calabro
- Laurendi: Bagnara Calabra[8]
- Paviglianiti-Nucera: Condofuri[8]
- Rodà: Bagaladi[8]
- Scriva: Bova[8]
- Serraino: Cardeto[8]
- Serraino-Musolino: Sant'Alessio in Aspromonte[8]
- Talia: Bova[8]
- Vadalà: Bova Marina[8]
- Zito-Bertuca-Creazzo: San Roberto[8]
- Zito-Bertuca-Imerti-Buda: Fiumara e Villa San Giovanni[8]

## Storia

### XIX secolo
La 'ndrangheta nasce come mafia di tipo rurale; per il XIX secolo le poche notizie che si hanno si ricavano dagli atti giudiziari dell'epoca a partire sicuramente dagli anni '80, anche se alcuni come Sharo Gambino la fanno risalire anche agli anni '70 ed Enzo Ciconte dal settembre 1861.
Enzo Ciconte inoltre, insieme al professore Antonio Nicaso che all'ex presidente della Commissione parlamentare Antimafia Francesco Forgione affermano che nel 1869 il comune di Reggio Calabria fu sciolto per decreto regio.

#### Anni '80
Antonio Nicaso fa risalire l'origine della picciotteria al 1884, anno in cui a Reggio Calabria il prefetto Giorgio Tamajo afferma della presenza di camorristi e mafiosi. Inoltre il procuratore del Tribunale di Palmi tra il 1880 ed il 1885 parla di "forma perniciosissima di delinquenza collettiva importata" a causa della costruzione della ferrovia.

### XX Secolo

#### Gli anni '70 - Guerra di 'ndrangheta, massoneria deviata e fatti di Reggio

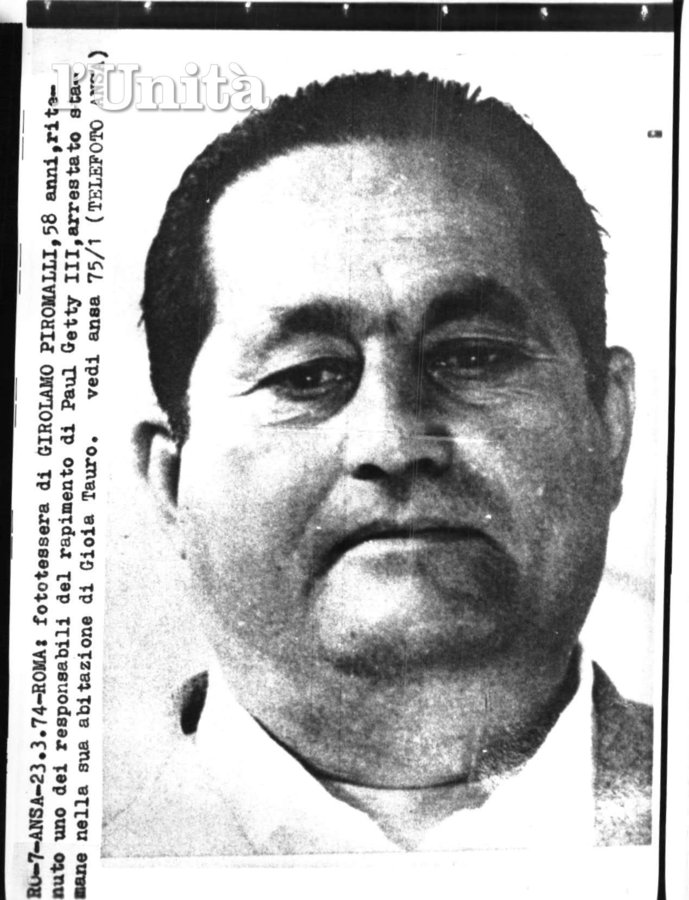
Girolamo Piromalli

i fatti di Reggio

Nel 1975 con l'omicidio di Antonio Macrì scoppia la prima guerra di Ndrangheta, che mieterà circa 300 vittime. Il sanguinoso conflitto assume l'aspetto di un cambio generazionale: da una parte i giovani, che vogliono impegnarsi nelle nuove attività redditizie (i sequestri di persona e il traffico di stupefacenti), dall'altra gli anziani, che non vogliono cambiamenti. Don Mommo Piromalli si adegua ai tempi e viene risparmiato, mentre Don Mico Tripodo, in carcere a Napoli, viene ucciso dalla Nuova Camorra Organizzata di Raffaele Cutolo, che aveva preso contatti con la 'ndrina dei De Stefano e dei Critelli per il traffico di droga.
A Reggio Calabria la famiglia dei De Stefano sostituisce quella dei Tripodo al potere, come nella Locride quella dei Morabito sostituisce i Macrì. Vengono stretti rapporti con gruppi di persone definite massoneria deviata, tramite i santisti, un ulteriore grado gerarchico di una sovrastruttura che permetteva di collaborare con persone non appartenenti all'organizzazione. 
Ciò poteva così offrire alla 'ndrangheta la possibilità di entrare in contatto con personaggi illustri dello Stato. Con le nuove attività la 'ndrangheta fa un netto salto di qualità: i sequestri danno la possibilità di accumulare i capitali che verranno usati per il traffico di droga, i ricavati di quest'ultima attività saranno usati per inserirsi ancora di più negli appalti statali e quindi infine poter investire in attività legali per il riciclaggio di denaro sporco.
Nel 1969 avviene una riunione a Montalto per partecipare al Golpe Borghese, i De Stefano e i Nirta La Maggiore volevano appoggiare il Golpe e tra il luglio 1970 e febbraio 1971 durante i Fatti di Reggio alcune 'ndrine stanno dalla parte della destra e altre con la sinistra.

#### 1978 - Il caso Moro
Da una telefonata intercettata nel 1978 tra il segretario di Aldo Moro Sereno Freato e Benito Cazora, deputato della Democrazia Cristiana, secondo alcune ricostruzioni incaricato di tenere i rapporti con la malavita calabrese, avvenuta otto giorni prima della morte di Moro, nella quale Freato cerca di avere notizie sulla prigione di Moro. Dall'intercettazione risulterebbe che la 'ndrangheta aveva a disposizione alcune foto di via Fani (forse quelle relative al rullino sparito o delle loro copie) e che in una di queste vi fosse "un personaggio noto a loro". Secondo quanto riferito nel 1991 da Cazora sarebbero stati alcuni esponenti della 'ndrangheta, in stato di soggiorno obbligato, ad offrire ad alcuni esponenti della DC la propria collaborazione per individuare il luogo della prigionia di Moro, in cambio della possibilità di riottenere la libertà di movimento, ma questa collaborazione non venne comunque realizzata. 
Il 13 luglio 2016 il presidente della Commissione parlamentare d'inchiesta sul caso Moro, Giuseppe Fioroni rivela che: "Grazie alla collaborazione del Ris dell'Arma dei Carabinieri, possiamo affermare con ragionevole certezza che il 16 marzo del 1978 in via Fani c'era anche l'esponente della 'ndrangheta Antonio Nirta. Antonio Nirta, soprannominato Due nasi è il nipote dell'omonimo boss, già nominato dall'pentito Saverio Morabito in relazione con uno dei sequestratori ed il generale Francesco Delfino.

#### Gli anni '80 - La seconda guerra di 'ndrangheta
La seconda guerra di 'Ndrangheta scoppia nel 1985 e termina nel 1991 e farà circa 700 morti. La guerra scoppiò perché le varie 'Ndrine, che erano totalmente indipendenti l'una dall'altra, non avevano trovato un accordo per lo sfruttamento degli enormi capitali accumulati. Alla fine non ci fu né un vincitore né uno sconfitto ma si decise di dotarsi di una sorta di cupola, un organo supremo simile a quello di Cosa Nostra. 
Nascono dei problemi tra gli Imerti e i De Stefano per la gestione della possibile costruzione del ponte sullo stretto di Messina. 
L'11 ottobre Antonio Imerti, capobastone dell'omonima ndrina si salva da un tentato omicidio. 
Due giorni dopo viene invece ucciso da 5 uomini di Antonio Imerti Paolo De Stefano mentre si trovava in moto nel quartiere Archi di Reggio Calabria. Così scoppia la guerra tra le due ndrine. 
Con gli Imerti si schierano i Condello, i Tegano e i Serraino, per i De Stefano capeggiati da Orazio, fratello di Paolo, ci sono i Libri e i Tegano. 
La pace si trovò nel 1991, per gli Imerti da garante c'è Antonino Mammoliti, mentre per i De Stefano Antonio Nirta.
In quel periodo nacquero diverse faide: la faida di Siderno fra Costa e Commisso, la faida di Locri fra i Cataldo e i Cordì. A Melito Porto Salvo si scontrarono gli Ambrogio e i Familiari, a Zungri vi fu una lotta tra i Niglia-Candela e gli Accorinti-Fiammingo, a Marina di Gioiosa Jonica tra i Mazzaferro e gli Aquino e a Gioiosa Jonica gli Jerinò e gli Ursino. Nel 1987 incomincia la seconda faida di Cittanova. Nel 1989 venne ucciso il presidente delle Ferrovie dello Stato Lodovico Ligato.
Con il pentimento di Filippo Barreca (santista) avvenuto l'8 gennaio 1992 mentre era in carcere a Cuneo per una condanna di traffico di droga da scontare in 9 anni e con quello di Giacomo Lauro del 9 maggio 1992) si svelano retroscena dell'omicidio di Lodovico Ligato e della seconda guerra di 'Ndrangheta. Le loro rivelazioni saranno utili anche nelle operazioni Olimpia 1, 2, 3 e 4.

#### Anni 2000 - I Libri nel locale di Cannavò, San Cristoforo e Spirito Santo
Nel 2007 si conclude l'operazione Testamento contro i Libri, si scopre che essi oltre ad essere egemone nel locale di Cannavò, gestiscono il locale di San Cristoforo e di Spirito Santo, ed inoltre sono presenti nei quartieri: Condera, Vinco, Pavigliana, Modena e San Giorgio.

#### 2010 - Le operazioni Epilogo, Reale, Alta Tensione e l'omicidio di Domenico Chiriaco
Con l'operazione Epilogo si pone un contrasto ai Serraino di Cardeto e dei quartieri San Sparato, Cataforio e Mosorrofa di Reggio Calabria. 
Con l'operazione Piccolo Carro invece si conferma di un dissidio al vertice dei Ficarra-Latella, già confermato dall'operazione Reale. 
Si conclude l'operazione Alta Tensione contro le famiglie Borghetto-Caridi-Zindato.
Il 20 settembre 2010 viene ucciso in via Umberto, nel quartiere Gallico Domenico Chiriaco, uscito da un anno dal carcere a cui era stato condannato nel processo Olimpia per associazione mafiosa e affiliato ai Condello-Chiriaco nonché suocero di Domenico Marcianò che sarebbe stato il reggente della cosca nel quartiere.

#### 2011 - Le operazioni Ortro, Sistema, Reggio Nord, Alta Tensione e l'omicidio di Giuseppe Canale
Il consolidamento dei De Stefano-Condello-Libri sull'area è il fenomeno di questo semestre che lascia meno autonomia alle 'ndrine minori. 
Esisterebbe un'unica persona con dote di Crimine che ha il ruolo di capo operativo sul territorio e decisa da i vari locali in una figura dei De Stefano. Da questo semestre il capo-locale di Archi sarebbe un nipote di Giovanni Tegano. 
L'operazione Reggio Sud nei confronti dei Ficara-Latella arresta 33 persone e delinea la struttura e l'operatività della cosca. 
Il locale di Condera-Pietrastora viene colpito dall'operazione Raccordo ed in particolare i Crucitti.
Il 27 luglio 2011 si conclude l'operazione Ortro che sequestra beni per 15 milioni di euro ai Condello, questi verranno ricolpiti dall'operazione Reggio Nord di ottobre. I Tegano invece vengono colpiti il 18 novembre 2011 con l'operazione Astrea a causa di infiltrazioni illegale in imprese cittadine. 
Il 21 luglio 2011 invece è la cosca dei Ficara-Latella ad essere inquisita dall'operazione Azzardo. 
L'8 novembre 2011 l'operazione Sistema colpisce i Crucitti che si infiltrano nel settore della grande distribuzione. 
Il 21 dicembre 2011 si conclude l'operazione Alta Tensione 2 in cui si scopre che un consigliere comunale in carica era sia il referente politico che il capo-cosca dei Caridi.
Il 12 agosto 2011 viene ucciso nel quartiere Gallico Giuseppe Canale da Nicola Figliuzzi e Diego Zappia per ritorsione per l'omicidio dell'anno precedente dal gruppo Condello-Chiriaco. 
Il 19 giugno 2019 si conclude il relativo processo che condanna all'ergastolo Antonino Crupi Domenico Marcianò, Giuseppe Germanò, Sergio Iannò, Filippo Giordano, Cristian Loielo e Salvatore Callea. Quest'ultimo, di Oppido Mamertina avrebbe assoldato: Cristian Loielo e Nicola Figliuzzi (ora pentito).

#### 2012 - Lo scioglimento del comune di Reggio Calabria
Il 22 febbraio 2012 si conclude l'operazione San Giorgio in cui vengono tratte in arresto 6 persone presunte affiliati ai Caridi del rione Modena e Ciccarello.
Il 24 febbraio 2012 si conclude l'operazione Affari di famiglia contro i Ficara-Latella e degli Iamonte che si erano infiltrati negli appalti per l'ammodernamento della Strada statale 106 Jonica.
Il 25 febbraio 2012 con l'operazione San Giorgio 2 vengono tratte in arresto altre due persone, presunte affiliati dei Caridi.
Il 13 marzo 2012 si conclude l'operazione Lancio contro esponenti dei Condello per associazione a delinquere e altri reati per il favoreggiamo del latitante Domenico Condello detto u pacciu e cugino di Pasquale Condello.
A conclusione dell'operazione Epilogo, e dell'omonimo processo, il 12 giugno 2012 vengono condannate 12 persone affiliate ai Serraino di Cardeto, del quartiere San Sperato di Reggio Calabria e delle frazioni di Cataforio, Mosorrofa e Sala di Mosorrofa.
Il 10 ottobre 2012 si conclude l'operazione 49% Athena che porta all'arresto di 8 presunti esponenti dei Fontana del quartiere Archi e alleata dei Condello.
Il 19 ottobre 2012, con l'arresto di 12 persone, si conclude l'operazione Cartaruga contro i Rosmini.
Il primo agosto 2012 si concludono le operazioni della DIA e della Guardia di Finanza Assenzio e Sistema che portano all'arresto di 10 persone e al sequestro di beni del valore di 130 milioni di euro.

#### 2013
Il 23 gennaio 2013 viene eseguita una misura cautelare nei confronti di 5 persone per traffico di droga mentre il 4 giugno 2013 nel processo Cartaruga vengono condannate 7 persone affiliate ai Rosmini e ai Caridi di Reggio Calabria. 
Il 30 giugno 2013 si costituisce Giuseppe Ficara, ricercato nell'operazione Reggio Sud che aveva già tratto in arresto 33 persone, presunte affiliate alla cosca dei Ficara-Latella. 
Il comune di Montebello Ionico è travolto dal provvedimento di scioglimento per infiltrazioni mafiose.
Con il processo scaturito dall'operazione Epilogo 7 affiliati dei Serraino vengono condannati per i loro reati. 
I Lo Giudice del quartiere Santa Caterina di Reggio Calabria sono ancora colpiti dalle dichiarazioni del pentito Antonino Lo Giudice. 
I Borghetto-Caridi-Zindato e i Rosmini, in questo semestre sono interessati da alcune operazioni delle forze dell'ordine. 
Il 9 luglio 2013 tre presunti affiliati dei Labate del quartiere Gebbone sono sotto misure cautelari.

#### 2014
Anche nel 2014 le famiglie De Stefano, Condello, Libri e Tegano risultano egemoni.

#### 2015
A luglio si conclude l'operazione Gambling che mette in evidenza come la 'ndrangheta si insinua nel gioco d'azzardo locale, i Tegano-De Stefano in questo hanno un ruolo decisionale e operativo e si confederano con i Pesce, i Lo Giudice, i Ficareddi, gli Alvaro e i Cordì e con cui sarebbero coinvolte imprese legate a Cosa Nostra e alla Camorra. L'azienda con cui operavano aveva sede a Malta. Verranno sequestrati beni del valore di 2 miliardi di euro.

#### 2016 - Operazione Solitudo e Mammasantissima
L'operazione Solitudo scaturita da un omicidio avvenuto nel 2011 in località Gallina ha delineato un riassetto dei ruoli all'interno della cosca Libri (Caridi-Borghetto-Zindato). 
Un omicidio avvenuto in questo semestre in località Gallina da parte della cosca Greco fa pensare ad un possibile inizio di faida interna.
Le operazioni "Sistema Reggio" e "Fata Morgana" mettono ancora in evidenza le sinergie messe in campo dai De Stefano-Tegano con professionisti ed esponenti della pubblica amministrazione locale.
Le indagini del secondo semestre rivelano e confermano la presenza della struttura di santa nella quale chi ha l'omonima dote, ovvero il santista può conferire con soggetti esterni all'organizzazione e definiti "riservati" (operazione Mamma Santissima). Chi fa parte della Santa conferisce anche con la Provincia, la struttura di vertice della 'ndrangheta. 
Con l'operazione Rhegion di luglio viene un'altra volta messa in evidenza l'influenza delle cosche nella pubblica amministrazione attraverso corruzione, truffa aggravata e turbata libertà degli incanti.
A luglio 7 esponenti di vertice dei Serraino vengono condannati in appello nel processo Epilogo ed anche 9 membri del locale di Gallicianò vengono condannati nel processo El Dorado. 
A novembre si concludono le operazioni Sansone e Sansone 2 nei confronti dei Condello di Villa San Giovanni. 
Con l'operazione Kalanè si rivela che è in corso una faida interna tra i Greco e i Princi nella frazione di Calanna. Ad Ottobre si conclude l'operazione Nexum nei confronti dei Paviglianiti accusati di estorsione nella grande distribuzione alimentare. 
L'area di Melito Porto Salvo ha visto lo sviluppo di tre operazioni: Ecosistema, Ada e Ultima Spiaggia in cui si rivela un sistema criminale fatto da imprenditori, ndranghetisti e pubblica amministrazione che condizionavano le gare d'appalto locali.

#### 2017 - Operazione 'ndrangheta stragista
A luglio 2017 si conclude l'operazione ndrangheta stragista che testimonierebbe che per due mesi: dicembre 1993 e gennaio 1994 alcune famiglie di 'ndrangheta della Piana di Gioia Tauro avevano accettato di partecipare alle azioni stragiste pianificate da Cosa nostra. 
Il primo fu tentato a Saracinello contro due carabinieri, il secondo il 18 gennaio 1994 vengono uccisi in autostrada all'altezza di Scilla i carabinieri Fava e Garofalo, il terzo il primo febbraio ai danni dei carabinieri Musicò e Serra rimasti gravemente feriti. 
L'operazione ha portato all'arresto di Rocco Santo Filippone, capo dell'omonima 'ndrina e capo del Mandamento Tirrenico in questi anni. 
Per iniziare la fase stragista elementi di Cosa Nostra insieme ad esponenti della 'ndrangheta si riunirono nell'autunno del 1993 in tre diverse occasioni: una in provincia di Vibo Valentia, una a Melicucco ed una a Oppido Mamertina. A valle di queste azioni viene organizzata una riunione da elementi apicali di 'ndrangheta nel santuario della Madonna di Polsi e viene deciso di non andare oltre con le azioni stragiste. 
Il pentito Consolato Villani depone a processo confermando che Totò Riina per voce di Giuseppe Graviano si accordò con Rocco Filippone per l'omicidio dei brigadieri Antonio Fava e Vincenzo Garofalo e Consolato Villani e Giuseppe Calabrò sarebbero stati gli esecutori. Il collaboratore poi racconta che gli fu fatto sapere che tutto ciò fu pianificato ad una riunione di 'ndrangheta per la risoluzione della Seconda guerra di 'ndrangheta a cui presenziarono i De Stefano, i Piromalli, alcune 'ndrine di Milano e Cosa Nostra siciliana e che quella fu l'occasione di parlare del "piano stragista". 
A seguire nascerà l'omonimo processo con imputati Giuseppe Graviano e Rocco Filippone. 
A giugno 2017 viene consegnato al procuratore di Reggio Calabria Giuseppe Lombardo il memoriale di Nino lo Giudice, in cui conferma che l'accordo stragista tra le cosche della città di Reggio Calabria e i siciliani avvenne nella casa di Demetrio Filippone, figlio di Rocco, a Oppido Mamertina e come rappresentante delle prime (in particolare i Tegano, Condello, Latella, Ficara, Serraino e Imerti) partecipò Giuseppe De Stefano e per i secondi Giuseppe e Filippo Graviano.

#### 2018
A marzo 2018 si conclude il primo grado del processo Gotha condannando a 20 anni di carcere Giorgio De Stefano, ex consigliere comunale DC come al vertice della 'ndrangheta reggina ed in cui viene spiegato che a capo dei tre mandamenti vi sono ancora oggi i Piromalli per la zona tirrenica, i De Stefano-Tegano per Reggio città, i Nirta Scalzone (la Maggiore) per la Jonica, assetto definito ormai dagli anni '70 del secolo scorso. Il processo conferma Giorgio De Stefano e Paolo Romeo come i capi del mandamento Città e disvela il cosiddetto livello "invisibile" della 'ndrangheta reggina, fatta di soggetti cerniera e di manipolazione della vita politica, della massoneria deviata, dell'imprenditoria e della magistratura.
Il 10 maggio 2018 si conclude l'operazione Thalassia che porta all'arresto di 6 persone legate ai De Stefano-Tegano-Condello che avrebbero avuto interessi alla costruzione del complesso immobiliare Thalassa a Reggio Calabria incominciato nel 2006. Gli arrestati: Andrea e Francesco Vazzana (nipoti del boss Pasquale Condello), Franco Polimeni (ritenuto espressione della cosca Tegano), gli imprenditori Demetrio e Salvatore Postorino e Francesco Richichi.
Il 14 giugno 2018 viene condannato in primo grado nel processo Sistema-Assenzio l'ex consigliere comunale di Reggio Calabria della Giunta Scopelliti Dominique Suraci condannato a 12 anni di carcere per concorso esterno in associazione mafiosa.
Il 28 giugno 2018 viene scoperto un sodalizio a Bagnara retto da Rocco Perrello e da Fortunato Praticò che volevano costituire una 'ndrina autoctona al comune e gestire il locale di 'ndrangheta di Bagnara, di solito appannaggio degli Alvaro di Sinopoli. La principale attività del sodalizio era traffico di droga nel quartiere "Marinella".
Il 31 luglio 2018 si conclude l'operazione Theorema-Roccaforte contro presunti esponent dei Libri di cui oggi a capo ci sarebbe Filippo Chirico, marito della figlia di Pasquale Libri. L'operazione vede gli arrestati accusati di estorsione e registra un controllo pervasivo sul quartiere Gallina di Reggio Calabria tale da imporre anche chi deve occupare abusivamente alloggi INPS.

#### 2021
Il 16 febbraio 2021 si conclude l'operazione Metameria che porta all'arresto di 28 persone legate ai Barreca e il suo capoclan, Filippo Barreca, che subito dopo la scarcerazione del 2015 stava ricostruendo la sua cosca.